# Jezioro Głębokie (Pojezierze Białoruskie)
Jezioro Głębokie (biał. Глыбокае, Hłybokaje) – jezioro na Białorusi, w rejonie uszackim obwodu witebskiego, 7 km na południowy zachód od osiedla typu miejskiego Uszacz, koło wsi Sierżany.
Jezioro leży w basenie rzeki Uszacz. Jego powierzchnia wynosi 0,37 km², głębokość maksymalna– 8,6 m, długość – 1,34 km, szerokość – 0,4 km. Długość linii brzegowej wynosi 3,35 km. Objętość jeziora wynosi 1,72 mln m³, a powierzchnia jego zlewni – 2,3 km².
Stoki niecki jeziora mają wysokość 6–15 m. Na południu stoki są rozorane, a ich wysokość dochodzi do 5 m. Północne stoki porośnięte są lasem. Brzegi jeziora są piaszczyste, na północnym wschodzie i południowym zachodzie spławne. Dno przy brzegach jest strome i piaszczyste, a na głębokościach poniżej 2 m wysłane sapropelem. Zbiornik zarasta roślinnością przybrzeżną do głębokości 3,8 m.
Do jeziora wpadają 4 strumienie, wypływa zaś jeden, uchodzący do rzeki Uszaczy.

## Literatura
- Блакітная кніга Беларусі. Mińsk: BiełEn, 1994. (biał.). Brak numerów stron w książce